# Makalata obscura
Makalata obscura es una especie de roedores en la familia Echimyidae. Es endémica a Brasil.